# 초병
초병(哨兵, Sentry 센트리[*])은 초소를 지키는 병사를 의미한다.

## 대한민국 국군의 초병

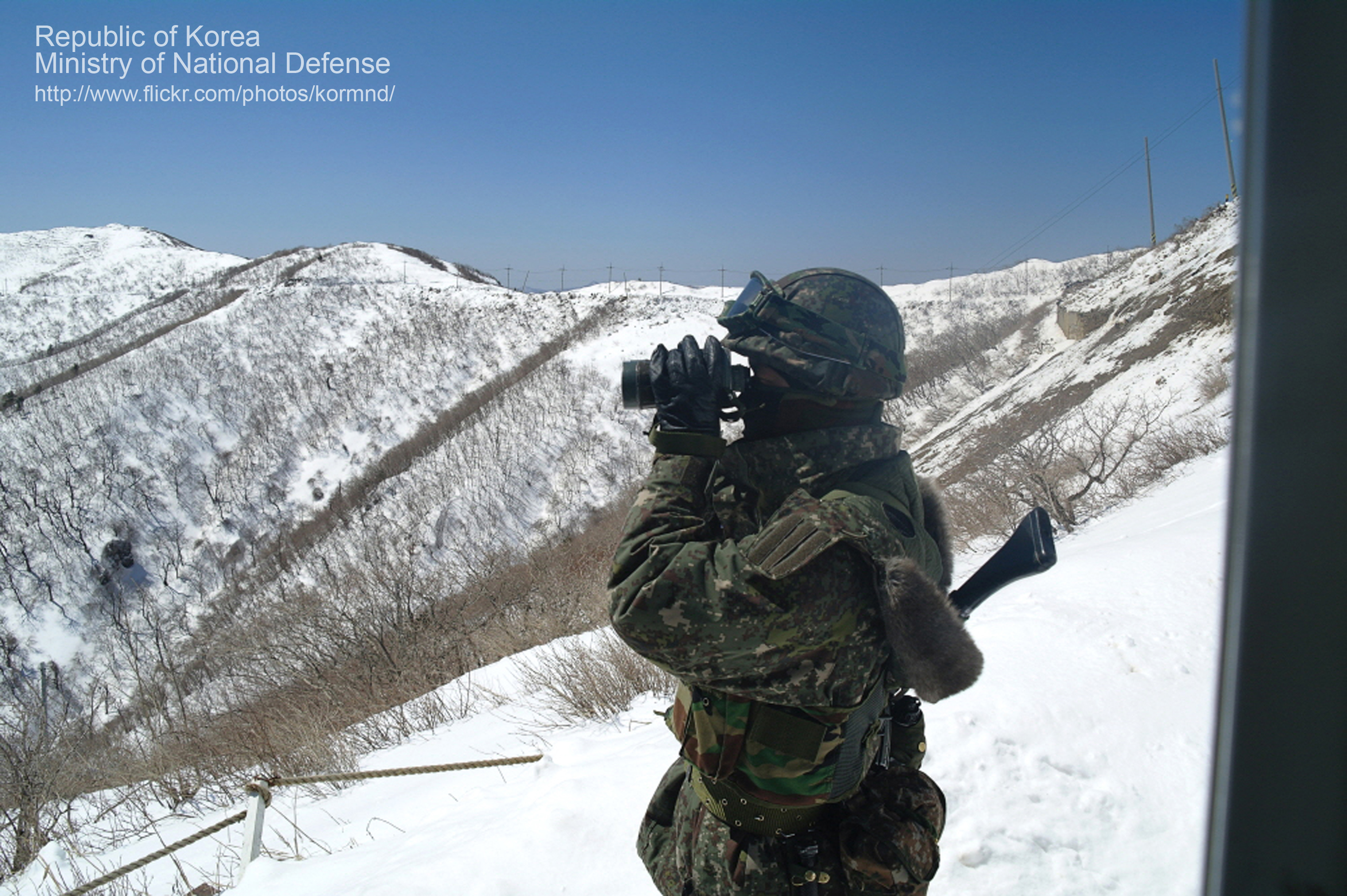
경계작전 중인 대한민국 육군의 초병

대한민국 국군의 경우 병사 계급인 이등병부터 병장까지 대부분의 병사들이 경계작전이라는 명목하에 초소를 지키는 임무를 갖게 된다.

## 관련 법률

### 군인의 지위 및 복무에 관한 기본법
[시행 2020. 5. 27.] [법률 제16584호, 2019. 11. 26., 일부개정]
제48조(초병의 무기사용 등)
① 초병은 다음 각 호의 어느 하나에 해당하는 경우에 한정하여 필요한 최소한의 범위에서 휴대하고 있는 무기(초병이 임무수행을 위해 휴대한 소총, 도검 등 모든 장비를 말한다. 이하 같다)를 사용할 수 있다.
1. 책임구역 내 인원의 생명ㆍ신체 또는 재산을 보호함에 있어서 그 상황이 급박하여 무기를 사용하지 아니하면 보호할 방법이 없을 때
2. 국방부장관이 정하는 방법에 따라 수하(수하)하여도 이에 불응하여 대답이 없거나, 도주하거나 또는 초병에게 접근할 때
3. 초병이 폭행을 당하거나 또는 당할 우려가 있는 경우 그 상황이 급박하여 자위상 부득이할 때
② 초병은 지휘계통상의 상관의 명령이나 지시 없이 휴대하고 있는 무기나 탄약을 타인에게 넘겨주어서는 아니 된다.

## 참고 문헌
1. ↑  “표준국어대사전”.

## 같이 보기
- 수하 (군사)